# Валлахади
Валлахади (грец. Βαλαχάδες) або валаади (грец. Βαλαάδες) — мусульманське македонське грецьке населення, яке жило вздовж річки Халіакмон на південному заході Грецької Македонії, навколо Анаселіці (сучасний Неаполь) і Гревени. На початку ХХ століття їх було близько 17 тисяч. Вони є часто згадуваною спільнотою пізньої Османської імперії, яка прийняла іслам, тому що, як і критські мусульмани, і на відміну від більшості інших громад грецьких мусульман, валлахади зберегли багато аспектів своєї грецької культури та продовжували говорити грецькою мовою як у приватному житті, так і в громадському. Більшість інших греків, навернених до ісламу з Македонії, Фракії та Епіру, загалом прийняли османську турецьку мову та культуру й таким чином асимілювалися в османському суспільстві.

## Ім'я
Ім'я Валлахадес походить від османсько-турецького ісламського виразу vallâhi «Богом». Вони також були відомі як Φούτσιδες, Foútsides; від φούτσι μ', foútsi m, що є спотвореним грецьким αδελφούτσι μου, adelfoútsi mou 'мій брат'. Їх принизливо називали Μεσημέρηδες, Месімеріда, бо їхні імами, неосвічені та погано знаючи турецьку, оголошували полуденну молитву, вигукуючи грецькою мовою Μεσημέρι, Mesiméri 'полудень'. Хоча деякі західні мандрівники припускали, що валлахади пов'язані з етнонімом влахи, це малоймовірно, оскільки валлахади завжди були грецькомовними без помітних влашських впливів. Турецькою мовою вони відомі як Patriyotlar «патріоти»; іноді Rumyöz — «грецький».

## Історія та культура

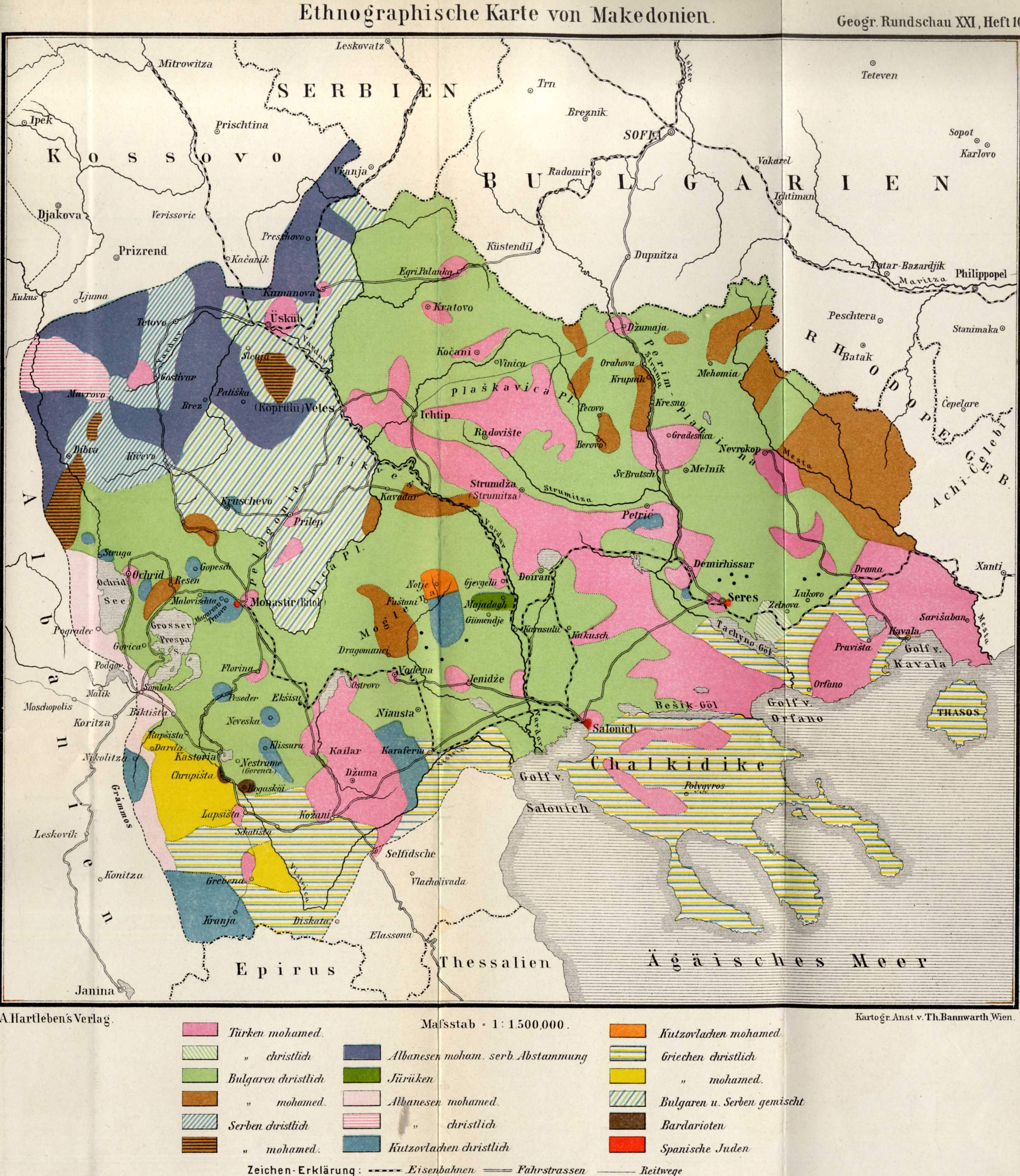
Етнографічна карта Македонії (1892). Ті, хто визначений як грецькі мусульмани, показані жовтим кольором

Валлахади були нащадками грекомовних православних християн із південно-західної грецької Македонії, які, ймовірно, прийняли іслам поступово та в кілька етапів між XVI і ХІХ століттями. Самі валлахади пояснювали своє навернення діяльністю двох грецьких сержантів -яничар (османською турецькою: çavuş) наприкінці XVIІ століття, які спочатку були завербовані з тієї ж частини південно-західної Македонії, а потім відправлені туди султаном для прозелітизму серед місцевих грецьких християн.
Однак історики вважають більш імовірним те, що валлахади прийняли іслам у періоди османського тиску на землевласників у західній Македонії після низки історичних подій, які вплинули на політику османського уряду щодо лідерів грецьких громад у цьому регіоні. Ці події охоплювали російсько-турецьку війну 1768–74 рр. і особливо наслідки Орловського повстання на Пелопоннесі, періоду албанського панування в Македонії, яку греки називали «Албанократією», та політики  Алі-паші з Яніни, який керував областями західної грецької Македонії та Фессалії, а також більшою частиною Епіру наприкінці XVIІІ та на початку ХІХ століть.
Вважається, що першим, хто описав валлахадів, був Франсуа Пукевіль, який відвідав цей район на початку ХІХ століття. Він не згадує їх як «валлахадів» і плутає їх із турками з Вардару. Однак ці «турки» визначені як валлахади з назв їхніх сіл, згаданих Пукевілем. Достовірним джерелом середини ХІХ ст. є грек Б. Ніколаїдес, який відвідав цю місцевість, опитав місцевих валлахадів і записав усні перекази про їхнє походження, звичаї тощо. 1859 року його робота була опублікована французькою мовою. Вони також описані грецьким автором і мандрівником Б. Д. Зотосом Молоссосом у 1887 р..
Культура валлахадів мало чим відрізнялася від культури місцевих православних греків-македонців, з якими вони мали спільний греко-македонський діалект, прізвища та навіть знання спільних родичів. Де Йонг показав, як часте самопосилання валлахадів на свою ідентичність як турків просто використовувалося як синонім мусульман. Проте Де Йонг поставив під сумнів, чи були вони чистого грецького походження, припустивши, що вони, ймовірно, були змішаного грецького, волоського, слов'янського та албанського походження, але стали говорити грецькою як своєю рідною мовою, бо це була основна мова, якою користувалася більшість людей християнського православного походження на південному заході Македонії, а також мова, яку Алі-паша згодом запровадив для офіційного використання.
Однак більшість істориків погоджуються з Хаслаком, Вакалопулосом та іншими сучасними істориками в тому, що валлахади дійсно мали переважно грецьке походження. Як доказ ці вчені наводять той факт, що, окрім відсутності значних слов'янських, волоських чи албанських елементів у грецькому діалекті, яким розмовляли валлахади, і в прізвищах, які вони носили, християнські традиції, які вони зберегли, відображають грецькі, а не слов'янські, албанські чи волоські риси, тоді як назви географічних об'єктів, таких як гори і струмки в місцевості, де жили валлахади, також в переважній більшості були грецькими, а не слов'янськими, волоськими чи албанськими мовами.
Вчені, які визнають докази грецького етнічного походження валлахадів, також зазначають, що новонавернені османської епохи мусульмани навіть частково албанського походження дуже швидко будуть поглинені більшою громадою албанських мусульман, найбільш значною в Західній Македонії та сусідньому Епірі чамами, тоді як нащадки навернених мусульман болгарського походження мали інші групи, з якими вони природно ідентифікувалися: помаки, торбеші та потури.
У будь-якому випадку Гаслюк та інші мандрівники до південно-західної грецької Македонії до обміну населенням між Грецією та Туреччиною в 1923 році часто відзначали багато релігійних і культурних відмінностей між місцевими мусульманами грецького походження з одного боку та мусульманами турецького походження з іншого, що загалом характеризує світогляд греків-валлахадів, спосіб життя, ставлення до жінок і навіть дизайн будинків як більш «європейські», «відкриті» і «привабливі», тоді як погляди турків анатолійського походження вважалися більш «азійськими», «закритими», «непривабливими», що чітко відображали європейські смаки та упередження XVIII та ХІХ століть.
Згідно зі статистичними даними болгарського географа Василя Канчова, наприкінці ХІХ століття в південно-західній Македонії було 14 373 греків-мусульман. Однак за грецькою статистикою 1904 року в казах Анаселіца (Ляпчишта) і Гревена було щонайменше 16 070 валлахадів. Розбіжність і ненадійність такої статистики частково пояснюється тим фактом, що більшість грецьких мусульман Македонії просто будуть визначені як турки, оскільки грецька ідентичність вважалася (і залишається) невіддільною від членства в Грецькій Православній Церкві і, отже, стає турецькою. сама по собі достатня, щоб спричинити за собою втрату грецькості. Той факт, що валлахади зберегли свою грецьку мову та ідентичність, виділяв їх серед інших грецьких мусульман як щось на кшталт аномалії і тому викликав особливий інтерес для іноземних мандрівників, науковців та офіційних осіб.
До початку ХХ століття валлахади втратили значну частину статусу та багатства, якими вони користувалися в попередній османський період, зі спадковим османським титулом беїв, який традиційно носили лідери їхніх сіл, тепер носять «прості» селяни. Проте, валлахади все ще вважалися відносно заможними та працьовитими селянами для своєї частини Македонії, тому їх перспективне включення в обмін населенням між Грецією та Туреччиною викликало опір губернатора Козані. Крім того, що валлахади продовжували розмовляти грецькою як своєю першою мовою, вони також продовжували поважати свою грецьку та православну християнську спадщину та церкви. Це також частково пояснює, чому більшість валлахадів, ймовірно, належали до ордену дервішів Бекташі, який мусульмани-суніти вважали єретичним через його розпусну та неоднорідну природу, що поєднує екстремістські шиїтські, доісламські турецькі та грецькі/балканські християнські елементи, і тому особливо віддавали перевагу наверненим османським мусульманам південноалбанського та північногрецького православного походження.
Збереження валлахадами своєї грецької мови та культури та прихильність формам ісламу, які лежали на периферії основного османського сунітського ісламу, пояснює інші риси, якими вони стали відомими, наприклад використання неканонічного заклику до молитви (азан або езан) у їхніх сільських мечетях, які насправді були грецькою, а не арабською мовою, їх богослужіння в мечетях, які не мали мінаретів і подвоювалися як бекташійські будиночки чи текке (що спонукало деяких відвідувачів південно-західної Македонії до помилкового висновку, що Валлахади не мали мечетей взагалі) і їхнє відносне незнання навіть фундаментальних практик і вірувань їхньої мусульманської релігії.
Незважаючи на відносне незнання ісламу та турецької мови, православні греки вважали Валлахадів турками, як і нащадків новонавернених греків в інших частинах грецької Македонії, які, навпаки, прийняли турецьку мову та ідентичність. Отже, тиск з боку місцевих військових, преси та прибулих грецьких православних біженців з Малої Азії та північно-східної Анатолії означав, що валлахади не були звільнені від обміну населенням між Грецією та Туреччиною 1922–23 років.
Валлахади розселилися, зокрема, у Східній Фракії (наприклад, Кумбургаз, Бююкчекмедже, Чаталджа, Чорлу, Люлебургаз та Едірне), а також у Малій Азії (наприклад, Хоназ, Маніса та Самсун). Станом на 2003 рік все ще було багато валлахадів, які могли розмовляти грецькою мовою, яку вони називали ромейкою, і які повністю асимілювалися з турецьким мусульманським мейнстрімом як турки.
На відміну від валлахадів, караманліди, які оселилися в грецькій Македонії після обміну населенням, загалом вільно володіли турецькою мовою.
Навіть після депортації валлахади продовжували святкувати Новий рік василопітою, що зазвичай вважається християнським звичаєм, пов'язаним із святим Василем, але вони перейменували його на пиріг з капустою/зеленню/пореєм і не залишають шматка святому.